# Ben Weekes
Ben Weekes (nascido em 20 de setembro de 1984) é um atleta paralímpico australiano. Ben defendeu as cores da Austrália disputando os Jogos Paralímpicos do Rio de Janeiro, em 2016, onde perdeu nas oitavas de final de simples masculino para Stefan Olsson (SWE) por 0-2, com parciais de 0-6, 3-6. Nas duplas, em parceria com Adam Kellerman, perdeu nas quartas de final.

## Detalhes
Weekes nasceu no dia 20 de setembro de 1984, em Strathfield, na Nova Gales do Sul, e tem um irmão gêmeo idêntico, e dois outros irmãos. É paraplégico incompleto como resultado de um coágulo de sangue que se formou na sua coluna vertebral quando tinha treze anos. É compositor e pianista, tendo recebido formação formal nesta área.
Outros esportes que pratica são: natação e basquete.